# Ефремов, Дмитрий Константинович
Дмитрий Константинович Ефремов (30 октября 1920, Москва— 28 февраля 1962, Люберцы) — советский лётчик-испытатель , военнослужащий, участник Великой Отечественной войны. Обладатель 9-ти  мировых рекордов.

## Биография
Родился в Москве 30 октября 1920 года в семье служащего мануфактурного магазина Константина Николаевича Ефремова.
В 1928 году поступил в среднюю школу.
В 1938 году, не доучившись, поступил слесарем на авиационный завод.

### В Великую Отечественную войну
С начала войны — курсант Бауманского аэроклуба. Призван Москворецким РВК, Московская область, г. Москва, Москворецкий район, направлен в Саратовскую военно-авиационную планерную школу. После окончания лётных курсов с 1942 года в действующей армии направлен во 2 учебный авиационный планерный полк воздушно-десантных войск 3-й воздушной армии Красной Армии.
Участвует в боях в качестве пилота-планериста, летает в тыл врага с боеприпасами для попавших в окружение, вывозит раненых. За мужество и отвагу боевой планерист награждён двумя медалями «За отвагу».
В конце войны он становится летчиком-испытателем. Служил в опытно-испытательной эскадрилии ВДВ в качестве лётчика звена связи на самолете У-2.

### После войны
В 1946 году — лётчик-инструктор авиационной школы ВДВ в Славгороде.
В январе 1948 года по причине тяжелой болезни (туберкулез) был демобилизован. Работал старшим техником в ЦАГИ.
С ноября 1948 года работал в КБ Н. И. Камова мотористом, затем механиком. В сентябре 1949 года Камов назначает Ефремова лётчиком — испытателем и вскоре подключает его к летным испытаниям второго экземпляра вертолета Ка-10
После самостоятельно выполненного полёта на вертолёте Ка-10, был направлен в школу лётчиков-испытателей.
Окончил школу лётчиков-испытателей, вернулся в КБ. Стал шеф-пилотом и продолжил испытания Ка-10. Поднял в небо и провёл испытания Ка-15 (14.04.1953 г.), Ка-18 (13.10.1956 г.), Ка-25 (20.05.1961 г.).
Пилотировал все камовские машины, одновременно был и инженером и конструктором. Он создал методику динамической балансировки соосной схемы несущего винта. Совместно с ведущим инженером Т. Руссиан разработал методику взлёта-посадки, исключавшую попадание в режим «вихревого кольца».
В 1958 году на Ми-4 с лопастями ЛД-24 (для несущего винта Ка-22) совершил 15 полетов с общим налетом 4 часа 36 минут.
17 июня 1959 года совершил первый «подлет» на винтокрыле Ка-22. Готовился к испытаниям этой огромной по тому времени машины, Ефремов летал на Ан-8 и Ил-18, приобретал необходимый опыт пилотирования.
15 августа 1959 года выполнил первое свободное висение на Ка-22. В ходе первого полёта по кругу, 20 апреля 1960 года, Ефремов совершил аварийную посадку — несмотря на разрушение лопасти, он спас машину.
9 мая 1961 года он продемонстрировал Ка-22 на авиационном празднике в Тушино. 31 июля 1961 года за трудовые заслуги и мужество, проявленные при испытании новейшей технике награждён Орденом Знак Почёта
C 7 октября по 24 ноября 1961 года его экипаж установил на винтокрыле 9 мировых рекордов.
Погиб 28 февраля 1962 года при перелёте на Ка-22М. Катастрофа случилась при перегоне серийного винтокрыла, изготовленного в Ташкенте, на летную станцию Ухтомского вертолетного завода (Люберцы). Из семи членов экипажа не спасся никто.

## Награды
- Орден Знак Почёта (1961)[7]
- Медаль «За отвагу» (СССР)(1943)[8]
- Медаль «За отвагу» (СССР)(1943)[9]
- Медаль «За победу над Германией в Великой Отечественной войне 1941—1945 гг.» (9 мая 1945[10])[11][12]

## Семья
- Отец — Константин Николаевич Ефремов 1889 года рождения, служащий мануфактурного магазина .
- Мать — Воронцова Раиса Ильинична, родилась в Москве в 1895 году, служащая.
- Жена — Макушкина Екатерина Васильевна, метеоролог.
- Дети — Михаил (1948) и Ирина (1951).